# Ной-Ульм
Ной-Ульм (нем. Neu-Ulm — Но́вый Ульм), Ней-Ульм — город в Германии, в земле Бавария, на реке Дунай, напротив города Ульм, примерно в 90 километрах к юго-востоку от Штутгарта и 140 километрах к северо-западу от Мюнхена.

## История
Образовался в 1810 году, когда Баварское королевство по мирному договору забрало себе задунайские укрепления (крепость) Ульма у Вюртемберга. Граница была установлена по Дунаю и части города Ульм, которые находились на правом берегу, стали зародышем нового города, который с 1814 года официально начал называться Ной-Ульм (Новый Ульм).
Развитие города началось после 1841 года, когда началось строительство крепости Ульм. В 1853 проложена железная дорога в Аугсбург. Через четыре года признан герб поселения, а полноценный статус города Ной-Ульм получил от короля Баварии Людвига II в 1869 году.
На 1916 год в городе проживало 12 500 жителей. Было развито производство металлических и басонных изделий, и промышленное садоводство. После Первой мировой войны распущен гарнизон крепости.
Во время Второй мировой войны было разрушено англо-американцами 80 % зданий и все мосты через Дунай.
С 1945 году в Новом Ульме находился лагерь для перемещённых лиц с территории Союза ССР, в Американской оккупационной зоне Германии.
В 1951 в городе размещена американская военная база.

## Города-побратимы
- Буа-Колом (фр. Bois-Colombes), Франция
- Майнинген (нем. Meiningen), Германия
- Нью-Ульм (англ. New Ulm), Миннесота, США
- Триссино (итал. Trissino), Италия